# Aline Guérin-Billet
Aline Billet, dite aussi Aline Guérin-Billet, est est une artiste peintre et sculptrice française. née à Cantin le 25 mai 1865, et morte dans la même ville le 24 décembre 1939. 

## Biographie
Aline Adélaïde Célestine Billet est la fille d'Alice Coquelet (1844-1905) et du peintre Pierre Célestin Billet, qui assure sa formation artistique.
Elle débute au Société des artistes français de 1886 où elle présente Sur le Pré. Elle obtient une médaille de 3e classe au Salon de la Société des artistes français en 1889.
Adepte de la peinture en plein air, elle peint de nombreuses scènes animalières, ce qui la fait comparer à Rosa Bonheur, des portraits et pratique la sculpture. Elle s'adonne aussi à la photographie en couleurs.
Elle épouse en 1893 Edmond Claude Joseph Guérin (1838-1908), général de brigade, commandeur de la Légion d'honneur et membre de l'ordre du Médjidié. Le couple a trois enfants : Arsène Nicolas Jean Claude Guérin (1894-1976), Nicolas Guérin (né en 1895), et Claude Marie Aline Guérin (née en 1902). 

## Œuvres

### Tableaux
- Chevaux corses, 1887[6]
- Paysan sur son cheval, huile sur toile, 62 x 50 cm
- Promenade à cheval, 1894 ;
- Un coin de champ de manœuvre, 1894[14] ;
- Les Petites filles, 1908[15] ;
- Un Âne, 1929[16] ;
- L'achat d'un cheval[17] ;
- Le marché aux chevaux à Douai[17].

### Sculptures
- Mon Fils, 1907
- Sur le Pré, 1886[6] ;

## Œuvres conservées dans les collections publiques
- Douai, musée de la Chartreuse :
  - L'Achat d'un cheval, 1889, huile sur toile, 375 × 390 cm[18] ;
  - Le Marché aux chevaux, 1er quart du XXe siècle, huile sur toile, 116 × 97 cm[19] ;
  - Combat de coq, fin XIXe siècle, huile sur toile, 60,5 × 75,5 cm[20].
- Le Touquet-Paris-Plage, Musée du Touquet-Paris-Plage :
  - Hôtel Atlantic, 1932, huile sur bois, 36 × 27 cm, don de l'artiste, au musée, le 20 septembre 1932[21]